# ناصر (خلیفه)
ابوالعباس‌احمد ملقب به الناصرلدین‌الله سی و چهارمین خلیفه عباسی آخرین خلیفه مقتدر عباسی است که در سال ۵۵۳ ه‍.ق دیده به جهان گشود؛ وی تلاش‌های بسیار زیادی برای احیای قدرت از دست رفته خلافت انجام داد و تا حدود زیادی به نتیجه رسید. او برای رسیدن به اهداف سرزمینی‌اش سیاست تفرقه‌افکنی بین رقبایش را دنبال می‌کرد و با توسل به آن به موفقیت‌هایی نیز دست یافت که البته در دراز مدت به ضرر جهان اسلام شد و عرصه را برای هجوم دشمنان اسلام آماده ساخت. وی از جوانمردان زمانه خود بود و تلاش زیادی نیز برای رواج آیین فتوت در قلمرو خویش نمود. او از معدود خلفای اندیشمند عباسی بود که علاقه وافری به علم و حدیث داشت و تا آخرین لحظهٔ عمرش در تکاپو برای احیای قدرت خلافت بود و در این حال در رمضان سال ۶۲۲ ه‍.ق از دنیا رخت بربست.

## منبع‌شناسی
- تاریخ فخری نوشته ابن طقطقی.
- شذارت الذهب فی اخبار من ذهب نوشته ابن عماد حنبلی.
- جامع التواریخ نوشته خواجه رشیدالدین فضل‌الله همدانی.
- سیر الاعلام النبلا نوشته شمس الدین محمد بن احمد بن عثمان ذهبی.
- تاریخ الاسلام و وفیات المشاهیر نوشته شمس‌الدین محمد بن احمد بن عثمان ذهبی.
- تاریخ جهانگشای نوشته عطاملک جوینی.
- تاریخ الخلفا نوشته جلال الدین سیوطی.
- مجمع الآداب فی معجم الألقاب نوشته ابن فوطی.
- مرآت الزمان فی تاریخ الاعیان نوشته سبط ابن جوزی.
- الکامل فی التاریخ نوشته عزالدین بن اثیر.
- وفیات الاعیان فی انباع ابناء الزمان نوشته شمس الدین احمد ابن خلکان.
- المنتظم فی تاریخ الملوک والامم نوشته ابوالفرج ابن جوزی.
- النجوم الزاهره فی الملوک المصر و القاهره نوشته جمال الدین ابن المحاسن یوسف ابن تغری بردی.

## زندگی‌نامه خلیفه
خلیفه الناصر لدین الله در سال ۵۵۳ ه‍.ق دیده به جهان گشود و در سال ۵۷۵ ه‍.ق بر تخت خلافت نشست. او که از مادری ترک‌نژاد و کنیز به نام زمرد زاده شده بود، یکی از دوره‌های مهم در دوره چهارم خلافت را برعهده گرفت و آن را به بهترین شکل ممکن به انجام رسانید و توانست با استفاده از موقعیت‌شناسی خویش قدرت از دست رفته خلافت را تا حدود زیادی احیا کند. او برای خود آیین فتوت را برگزید و در سال ۵۷۸ هجری قمری به دست مالک بن عبدالجبار، به کسوت فتیان درآمد و سراویل (شلوار) اهل فتوت را پوشید او همچنین برای امرا و سلاطین مسلمان تحت امر خود نیز شلوار و آب نمک فتوت را می‌فرستاد خلیفه ناصر سعی و تلاش زیادی برای گسترش آیین جوانمردی در قلمرو خویش نمود. خلیفه ناصر در طول خلافت خود همواره در کشمکش با سلاطین منطقه‌ای برای خارج نمودن خلافت از نفوذ آن‌ها بود. ناصر لدین‌الله در اکثر منابع تاریخی، شیعه خوانده شده‌است چرا که نزدیکی قابل توجهی به شیعیان داشت و ارج و قرب درخوری برای تشیع قائل بود. خلیفه ناصر مطالعات کاملی در زمینه فقهی داشت. از علمای عصر خود چیزی کم نداشت و همچنین در زمینه حدیث نیز حرف برای گفتن داشت او کتاب روح العارفین را در این زمینه تدوین کرد که مورد توجه علمای مذاهب چهارگانه یعنی شافعی، حنفی، مالکی و حنبلی قرار گرفت که ناصر اجازه روایت کتابش برای هر چهار طایفه را با خط خود صادر کرد

## اقدامات و تحرکات

### اقدامات داخلی
- خلیفه ناصر به مسائل اجتماعی-اقتصادی، وضع رعایا و مردم ضعیف توجه ویژه‌ای داشت، حتی آن‌گونه که در تاریخ فخری آمده‌است ناصر شب‌ها در محلات بغداد با لباس مبدل و بدون این که شناسایی شود، گشت می‌زد تا از حال مردم آگاه شود.[۳]
- ناصر سیستم جاسوسی قوی و منظمی ایجاد کرد و بدین وسیله می‌خواست تمام شهرها و مناطق قلمرواش را تحت کنترل کامل خود داشته باشد. سازمان جاسوسی‌ای که ناصر ایجاد کرده‌بود به حدی سازمان‌مند و قوی بود که رعایایش فکر می‌کردند که خلیفه با ارواح و اجنه در ارتباط است.[۴]
- خلیفه ناصر به علم و دانش نیز بهای زیادی می‌داد و تلاش زیادی در جهت بسط و گسترش آن انجام داد و کتابخانه بزرگی نیز در جنب مدرسه نظامیه بغداد ساخت و تلاش زیادی در جهت جلب نظر علمای زمان می‌کرد. هر چند که شاید هدف او از این کارها نزدیک شدن به علمایی بود که در جامعه از احترام خاصی برخوردار بوده‌اند، تا بدین طریق بتواند نفوذ و مقبولیت خود را در جامعه تقویت کند.[۵]
- او در راستای هدف خلفای پیش از خود که خارج شدن از نفوذ سلاجقه بود نیز گام‌های مؤثری برداشت و سرانجام در زمان همین خلیفه بود که خلافت عباسی با کشته شدن طغرل سوم به دست علاءالدین محمد خوارزمشاه در سال ۵۹۰ ه‍.ق استقلال واقعی خود را به دست آورد و کاملاً خودمختار شد و پا در عرصه‌ای جدید نهاد.[۶]
- ناصر در دوره خلافت خویش اقدامات زیادی در جهت جلب نظر شیعیان که در آن زمان دارای قدرتی درخور بودند، انجام داد و آن‌ها را به خود نزدیک ساخت. او به محلات شیعه‌نشین سر و سامانی دوباره داد و اقداماتی نیز در جهت ترمیم قبور ائمه شیعه انجام داد و بسیاری از شیعیان را وارد دستگاه خلافت کرد و حتی وزارتش را نیز به تنی چند از آنان سپرد.[۷]

### اقدامات خارجی
دوران خلافت الناصرلدین الله مقارن شده بود با زمانی که ممالک اسلامی از همه سو مورد حمله سخت قرار گرفته بود و سلاطین اسلامی درگیر نبردی سخت برای جلوگیری از تعرض دشمنان خود بودند اما سیاست خلیفه ناصر نه تنها کمک به آن‌ها نبود بلکه ایجاد نفاق بین سلاطین اطراف بود تا با از میدان به در کردن رقبایش حکومت خود را تحکیم بخشد.
یکی از علل دوام خلافت ناصر در این دوره پر آشوب و با وجود رقیبان قدری همچون سلطان علاءالدین تکش خوارزمشاه، طغرل سوم، سلطان محمد خوارزمشاه و قزل ارسلان سلجوقی القای نفاق بین پادشاهان مسلمان و انداختن ایشان به جان یکدیگر است. به عنوان مثال ناصر به اتابک قزل ارسلان کمک کرد تا طغرل سوم سلجوقی را مغلوب کند و این آغاز دخالت آشکار ناصر در مسائل ایران بود بعدها نیز ناصر نقش مهمی در تحریک غوریان علیه خوارزمشاهیان داشت و او که از دیرباز با تکش خوارزمشاه نزاع داشت با تحریک غورها علیه جانشینان تکش زمینه‌ساز سقوط خوارزمشاهیان شد و به نوعی شرایط را برای استیلای مغولان در آینده بر جهان اسلام مهیا ساخت. خلیفه ناصر وقتی که اختلاف میان او و محمد خوارزمشاه شدت گرفته بود از مغول تقاضای کمک کرد تا خوارزمشاه با آنان مشغول شود و خلافت در امان بماند از این رو به چنگیزخان نامه نوشت و او را تشویق کرد به سرزمین‌های اسلامی بیاید و به او وعده همکاری برای سرکوب خوارزمشاهیان داد. هرچند که این نامه خلیفه ناصر سبب حمله مغولان به خوارزمشاهیان نشد اما نشان دهنده گوشه‌ای از تحرکات خلیفه برای از میدان به در کردن رقبایش بدون برخورد و درگیری مستقیم است.

## تشیع ناصر
اکثر منابع خلیفه ناصر را شیعه دانسته‌اند که این امر یک دلیل اصلی دارد و آن هم ارادت و حرمت خاصی است که این خلیفه برای ائمه معصومین و شیعیان قائل بود. چنان‌که دستور داد در و شبکه‌ای از چوب ساختند و در سرداب سامرا و بر قُبّه هر امام مدفون در آنجا نصب کردند. او به محله‌های شیعه‌نشین نیز توجه خاص داشت و در محله کرخ که گفته می‌شد محل دفن دو تن از فرزندان علی بن ابی طالب است آرامگاهی برای همسرش سلجوق خاتون بنا کرد، او برای خود نیز آرامگاهی کنار مرقد موسی بن جعفر بنا کرد، همچنین در دستگاه خلافتش شیعیان دارای درجات عالی بودند. در دوره خلیفه ناصر بر خلاف تمام ادوار دیگر خلافت رفتارهای متضاد با شیعیان دیده نمی‌شود و اوج شیعه‌گری در عصر عباسی همین زمان است و خلیفه ناصر جلوی تمام فشارها بر شیعیان را گرفته بود. اما همچنان نمی‌توان در مورد شیعه بودن خلیفه ناصر نظر قطعی داد چرا که نقدهایی نیز بر این موضوع وارد است، از جمله: در مورد ارادتش به ائمه گفته‌اند که بسیاری از سنی مذهبان نیز همچین علاقه‌ای داشتند و نیز برخی این علاقه را به نزدیکی ناصر به صوفیان نسبت داده‌اند. همچنین در مورد احترامش به قبور ائمه، بیشتر خلفای عباسی چنین علاقه‌ای را دارند. از طرفی هم در مورد حضور شیعیان در دستگاه خلافت ناصر گفته می‌شود که هم قبل از او و هم بعد از او همیشه در دستگاه خلافت بوده‌اند، پس نمی‌توان به آن اتکا کرد.

## وزرای شیعه ناصر
- ابوالفضل محمد بن علی بن احمد قصاب: اصالتاً اهل ایران و از اهالی شیراز بود، چون پدرش قصاب بود ابن قصاب نامیده می‌شد. وی فردی باهوش بود که در مدت وزارتش توانست نقش پررنگی در احیای قدرت خلافت عباسی بازی کند. پس از مرگش، خلیفه ناصر پسرش ابوالفضل احمد را وزیر کرد اما پس از مدت کوتاهی او را عزل کرد. پس از آن ابن قُنبر را که او هم شیعه بود به وزارت برگزید اما پس از چندی او را هم از کار برکنار کرد.[۱۱]
- نصیرالدین ناصر بن مهدی علوی رازی: ابن مهدی از نسل قاسم بن حسن بن علی از سادات حسنی بود. زادگاه وی مازندران و اصلیتش به ری برمی‌گشت. ابن مهدی در دوران وزارتش از شیعیان حمایت می‌کرد و قصد داشت آن‌ها را در امور دخالت دهد. او به درباریان بسیار سخت می‌گرفت که همین امر عامل برکناری‌اش شد.[۱۲]
- محمد بن احمد بن علی: وی که معروف به ابن امسینیا بود از کاتبان شیعه بود که به مقام وزارت رسید او برعکس ابن مهدی تندرو و سختگیر نبود و به دنبال ایجاد آرامش بود اما به دلایل نامعلومی از وزارت خلع شد.[۱۳]
- مؤیدالدین محمد بن محمد بن عبدالکریم بن برزقی: مؤیدالدین قمی که اصالتاً ایرانی، اهل قم و شیعه بود. او نقش پر رنگی در اقتدار عصر خلافت ناصر بازی کرد و شاید بتوان گفت مهم‌ترین وزیر خلیفه ناصر بوده‌است. در دوره مؤیدالدین است که حمله سلطان محمد خوارزمشاه دفع می‌شود.[۱۴]

## سرانجام ناصر
در حالی که خلیفه ناصر تا لحظات آخر عمرش از تکاپو برای احیای قدرت خلافت از هیچ تلاشی فروگذاری نکرده‌بود در اواخر عمر خویش گرفتار امراض عدیده‌ای شد، از آن جمله سه سال به دلیل بیماری قادر به حرکت کردن نبود و چشمانش آب آورد که سبب نابینایی یکی از چشمانش شد. بعد از آن نیز گرفتار سنگ مثانه شد که مجبور به عمل جراحی گردید. در آخر هم ذوسنطاریا بر مزاج او مستولی شد و پس از بیست روز در شب آخر رمضان ۶۲۲ ه‍.ق او را از پا درآورد و بدین سان حیات آخرین خلیفه مقتدر عباسی به پایان رسید.